# Društvo s ograničenom odgovornošću
Društvo s ograničenom odgovornošću (d. o. o.), je gospodarski subjekt u Republici Hrvatskoj. 
Društvo s ograničenom odgovornošću je društvo kapitala u koje jedna ili više pravnih ili fizičkih osoba ulažu temeljne uloge s kojima sudjeluju u unaprijed dogovorenom temeljnom kapitalu. Članovi društva odgovaraju u visini svojih udjela. Prema Zakonu o trgovačkim društvima najmanji temeljni kapital za osnivanje društva s ograničenom odgovornošću je 20.000 kuna, a najmanji iznos temeljnog uloga je 200 kuna. Poslovni udjeli se ne mogu izraziti u vrijednosnim papirima. Ovaj oblik društva se najčešće bira prilikom organiziranja malih i srednjih poduzeća. Prednost ovog oblika organiziranja je znatno manja razina formalnosti procedura i unutrašnje organizacije u funkcionranju društva u odnosu na dioničko društvo. Članovi ne odgovaraju za obveze društva. 
Društvo se osniva na temelju ugovora kojega sklapaju osnivači (društveni ugovor). Svi osnivači moraju potpisati društveni ugovor koji se sklapa u obliku javnobilježničke isprave.
Obvezatna tijela društva su uprava i skupština društva. Fakultativno društva mogu statutom urediti i postojanje Nadzornog odbora. U određenim slučajevima nadzorni odbor je obvezan. Za d.o.o. nadzorni odbor je neobavezno tijelo društva, pa ga moraju imati samo ako im godišnji broj zaposlenih prelazi 300 ili im je propisano posebnim zakonom. Udjelima se ne trguje na burzi.
Društvo s ograničenom odgovornošću ima približno isti pravni oblik kao i Ltd. odnosno "limited liability company" LLC u SAD-u.